# Amir Shapourzadeh
Amir Shapourzadeh (persisch امیر  شاپورزاده; * 19. September 1982 in Teheran) ist ein ehemaliger deutsch-iranischer Fußballspieler und heutiger -funktionär.

## Karriere

### Vereine
Shapourzadeh wuchs in Hamburg auf und spielte bis 2004 für die ortsansässigen Vereine Grün-Weiss Eimsbüttel, Niendorfer TSV, Eimsbütteler TV und für den Hamburger SV. In der Winterpause der Saison 2003/04 wechselte er zu den Amateuren von Hansa Rostock, bei denen er maßgeblichen Anteil am Gewinn der Oberliga-Meisterschaft und des Mecklenburg-Vorpommern-Pokals hatte. Zur Saison 2005/06 bekam Shapourzadeh einen Profivertrag und stieg im Folgejahr mit Rostocks erster Mannschaft in die Bundesliga auf. 2007/08 konnte er sich dort jedoch nicht dauerhaft durchsetzen, so dass sein Vertrag in Rostock nach dem umgehenden Wiederabstieg nicht verlängert wurde. Zur Saison 2008/09 wechselte Shapourzadeh zum Zweitliga-Aufsteiger FSV Frankfurt, bei dem er einen Vertrag bis 2010 erhielt.
Der Vertrag wurde aber vorzeitig aufgelöst und er wechselte in den Iran zu Azin Steel Teheran. Aufgrund von ausstehenden Gehaltszahlungen kehrte er im Januar 2012 nach Deutschland zurück und wurde vom Drittligisten Kickers Offenbach verpflichtet.
Zur Saison 2012/13 erhielt er keinen neuen Vertrag in Offenbach und nahm das Angebot des Regionalligisten Sportfreunde Lotte an. Dort entwickelte er sich schnell zum Leistungsträger und wurde Mannschaftskapitän, mit Lotte scheiterte er allerdings zweimal am Aufstieg in die 3. Liga. 2014 wechselte er in die Regionalliga Bayern zu den Würzburger Kickers. Am 31. Mai 2015 schaffte er als Teil der Mannschaft im Rückspiel der Relegation gegen den 1. FC Saarbrücken den Aufstieg in die 3. Liga. Aufgrund einer am 5. September 2015 (7. Spieltag) von ihm begangenen Tätlichkeit im Spiel gegen den FC Rot-Weiß Erfurt wurde Shapourzadeh zu einer Sperre von fünf Meisterschaftsspielen der 3. Liga verurteilt.

### Nationalmannschaft
Sein Debüt für die iranische Fußballnationalmannschaft gab Shapourzadeh am 16. Juni 2007 gegen Irak im Rahmen der Westasienmeisterschaft 2007, bei der er bis auf das Finale bei allen Spielen des Turniersiegers Iran eingesetzt wurde.

## Management
Anfang Januar 2017 beendete Shapourzadeh seine aktive Profikarriere und übernahm die Funktion des Managers beim österreichischen Fußball-Bundesligisten FC Admira Wacker Mödling. Die Anstellung wurde im Mai 2020 beendet. Im Sommer 2021 kehrte er nach Deutschland zurück und übernahm beim VfL Osnabrück, ausgestattet mit einem Zweijahresvertrag, den Posten des Sportdirektors. Am 6. Februar 2024 wurde das Ende des Engagements Shapourzadehs beim VfL bekanntgegeben.
Am 15. Mai 2024 gab Hansa Rostock bekannt, Shapourzadeh als Direktor Profifußball zu besetzen, zunächst bis Sommer 2026.

## Erfolge
- Aufstieg in die Bundesliga 2007 mit dem F.C. Hansa Rostock
- Aufstieg in die 3. Liga 2015 mit den Würzburger Kickers
- Aufstieg in die 2. Bundesliga 2016 mit den Würzburger Kickers
- Aufstieg in die 2. Bundesliga 2023 mit dem VfL Osnabrück als Sportdirektor